# John Ryan (bispo)
John Ryan (Borris, 3 de novembro de 1784; Limerick, 4 de junho de 1864) foi um bispo católico irlandês no século XIX.
Butler foi educado no St Patrick's College, Maynooth e ordenado sacerdote em 1810. Ele foi consagrado bispo de Limerick em 17 de março de 1828 e morreu no seu cargo.